# Relações entre Angola e Vietnã
As relações entre Angola e Vietnã foram estabelecidas em agosto de 1971, quatro anos antes da independência de Angola, quando o futuro presidente de Angola, Agostinho Neto, visitou o Vietnã. Angola e Vietnã têm sido parceiros firmes na transição das políticas externas do comunismo internacional da era da Guerra Fria para o pragmatismo pró-ocidental após a queda da União Soviética.

## Laços iniciais
Em fevereiro de 1974, a Frente Nacional para a Libertação do Vietnã elogiou o ataque de 1961 a Cassanje, a primeira batalha da Guerra de Independência de Angola. Em janeiro de 1975, Nguyễn Hữu Thọ, líder da Frente Nacional para a Libertação do Vietnã, deu suas "mais calorosas saudações" aos líderes do Movimento Popular de Libertação de Angola (MPLA), da Frente Nacional de Libertação de Angola (FNLA) e da União Nacional para a Independência Total de Angola (UNITA) após a assinatura do Acordo de Alvor. No final de outubro, o Nhân Dân, o jornal oficial do Partido Comunista do Vietnã, apoiou efetivamente o MPLA, condenando as "forças imperialistas e os racistas sul-africanos". O primeiro-ministro vietnamita Phạm Văn Đồng reconheceu a República Popular de Angola em 12 de novembro, um dia após o presidente Neto declarar a independência.

## Guerra do Vietnã
A Guerra do Vietnã atenuou o envolvimento estrangeiro na guerra civil de Angola, pois nem a União Soviética nem os Estados Unidos queriam se envolver em um conflito interno de importância altamente discutível em termos de vitória na Guerra Fria. O apresentador de notícias da CBS, Walter Cronkite, divulgou essa mensagem em suas transmissões para "tentar fazer a nossa pequena parte para evitar esse erro desta vez." O Politburo entrou em um debate sobre até que ponto a União Soviética apoiaria uma ofensiva contínua do MPLA em fevereiro de 1976. O ministro das Relações Exteriores, Andrei Gromiko, e o primeiro-ministro, Alexei Kosygin, lideraram um grupo que defendia menos apoio ao MPLA e maior ênfase na preservação da détente com o Ocidente. Leonid Brezhnev, o então chefe da União Soviética, venceu o grupo dissidente e a aliança soviética com o MPLA continuou, mesmo quando Agostinho Neto reafirmou publicamente sua política de não alinhamento no 15º aniversário da Primeira Revolta.

## China e Rússia
O apoio contínuo de Angola aos comunistas vietnamitas em face da oposição estrangeira prejudicou suas relações com a República Popular da China e a União Soviética. Agostinho Neto, presidente de Angola de 1975 a 1979, condenou a invasão chinesa do Vietnã em fevereiro de 1979. Neto, desconfiado da liderança soviética após um atentado contra sua vida, esteve ao lado do líder cubano Fidel Castro em Havana quando ele chamou Angola, Cuba e Vietnã de "principal núcleo anti-imperialista" em julho de 1976.

## Visitas diplomáticas
O presidente angolano José Eduardo dos Santos visitou o Vietnã em abril de 1987, o ministro das Relações Exteriores Paulo Jorge visitou em 1979, o ministro das Relações Exteriores João Bernardo de Miranda visitou em maio de 2004 e o presidente da Assembleia Nacional Roberto de Almeida visitou o Vietnã em outubro de 2004. O vice-presidente do Conselho de Estado do Vietnã, Nguyễn Hữu Thọ, visitou Angola em outubro de 1978, o vice-presidente do Conselho Ministerial, General Võ Nguyên Giáp, em dezembro de 1980, o ministro das Relações Exteriores, Nguyễn Mạnh Cầm, em março de 1995, e o presidente do Estado, Trần Đức Lương, em outubro de 2002.

## Acordos
O MPLA e o Partido Comunista do Vietnã assinaram um acordo de cooperação em maio de 1983, um acordo comercial em maio de 1978 e vários acordos econômicos em 1979, 1984, 1995, 1996, 2002 e 2004.